# Mokubilo
Mokubilo est une ville du Botswana.